# 林站

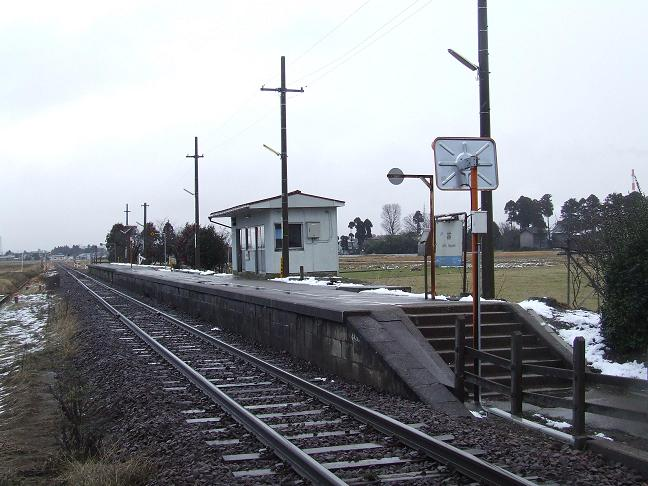
已於2019年遭拆去的林站舊候車小屋（2009年1月）。

林站 （日语：／ Hayashi eki */?）是隸屬於西日本旅客鐵道（JR西日本）的鐵路車站，座落於富山縣高岡市，是1950年代中期增設的通勤車站，為無人站。車站周邊以農地及工場為主，使用量十分低。

## 車站結構
由開業至今均採用簡易車站模式，沒有站舍，但在月台上設有木製候車小屋1座，內附座椅供乘客候車之用。2019年下半年起進行改善工程，於原址興建與東野尻站相同的新候車站房，以金屬及玻璃幕牆所建成。為此，原舊候車小屋的左側先被圍封及拆走，只保留小屋的右側繼續使用，新候車站房建成後，餘下的舊候車小屋部份也被拆去。然而，在站房工程期間，JR西日本並沒有順道為月台加設無障礙通道，仍然維持只有樓梯上落。
至於原位於月台外的洗手間亦同樣被拆去，現時則在原單車停泊區上加設了一座臨時式洗手間。

### 月台配置
只設有側式月台1個，為列車不可交換車站。整個月台為全露天設計，除候車小屋外便沒有其他相關配套，有效長度為5輛。列車停靠時，往高岡方向為右側上落；往城端方向為左側上落。
| 路線    | 方向 | 目的地                              | 備註                     |
| ------- | ---- | ----------------------------------- | ------------------------ |
| ■城端線 | 上行 | 高岡、經■愛之風富山鐵道線往富山方向 | 直通富山的列車於假日停開 |
| ■城端線 | 下行 | 城端方向                            |                          |

## 歷史
- 1956年11月19日：開業[2][3]。
- 1987年4月1日：日本國鐵分割民營化，車站的營運由JR西日本繼承。
- 2019年12月：新候車室投入使用。

## 利用人數
| 推算乘車人員 | 推算乘車人員 | 推算乘車人員 |
| 年度         | 1日平均人數  |              |
| ------------ | ------------ | ------------ |
| 2004年       | 29           |              |
| 2005年       | 31           |              |
| 2006年       | 30           |              |
| 2007年       | 24           |              |
| 2008年       | 26           |              |
| 2009年       | 27           |              |
| 2010年       | 24           |              |
| 2011年       | 20           |              |
| 2012年       | 23           |              |
| 2013年       | 27           |              |
| 2014年       | 24           |              |
| 2015年       | 22           |              |
| 2016年       | 21           |              |
| 2017年       | 19           |              |
| 2018年       | 20           |              |

## 其他
除了富山縣外，過往在岡山縣的下津井電鐵線及石川縣的北陸鐵道粟津線均曾設有同名車站，但後兩者均因廢線而廢站，並已超過四十多年。

## 相鄰車站
西日本旅客鐵道
■城端線
■觀光列車「瑰麗山海號」
通過
■普通
二塚－林－戶出

## 外部連結
- JR西日本林站公式網頁。 （页面存档备份，存于）（日語）